# Pálffy Géza (felsőházi tag)
Pálffy Géza (Dunakiliti, 1900. június 24. – 1952. február?) magyar földbirtokos, felsőházi tag.

## Élete
1900-ban született a Moson vármegyei Dunakilitiben, római katolikus vallású, földbirtokos családban. Szülei Pálffy Sándor nagybirtokos gróf és Batthyány Erzsébet grófnő voltak. Középiskolai tanulmányait részben Kalksburgban, részben a jezsuiták kalocsai gimnáziumában végezte. 1918-ban Budapesten a Keleti Kereskedelmi Akadémia, majd a magyaróvári Gazdasági Akadémia hallgatója lett és kitüntetéssel szerezte meg oklevelét.
1922-től másfél éven át fővárosi kereskedelmi vállalatoknál dolgozva gyarapította kereskedelmi és banki ismereteit. A csehszlovákiai földbirtokreform következtében elvesztette ottani családi birtokait, ezért 1924-ben Kanada Manitoba tartományában telepedett le, ahol Hazelridge településen földbirtokot vásárolt. Ott a manitobai állam előzékenysége folytán mezőgazdasági tanulmányokat folytathatott és újabb gazdasági tapasztalatokra tett szert.
1928-ban visszatért Magyarországra és részben saját, részben bérelt birtokán újból mezőgazdálkodásba fogott. Számos gazdasági egyletnek, egyesületnek és bizottságnak volt tagja, egy részüknek elnöke is. Tagja volt Jász-Nagykun-Szolnok vármegye törvényhatósági bizottságának, továbbá az örökösjogú főrendi családok képviselőinek egyikeként bekerült a magyar országgyűlés felsőházába is.
A Szovjetunióban halt meg, 1952. februárja körül.